# Драгана Станаћев Пуача
Драгана Станаћев Пуача (Београд, 1957) српска је ликовна уметница и ванредни професор за предмет цртање и сликање на Факултету ликовних уметности у Београду.
Дипломирала је сликарство на Факултету ликовних уметности у Београду 1982. године, потом је на истом факултету завршила последипломске студије 1986. и докторирала 2013.
Током студија сликарства у периоду од 1977. до 1983. са студентском групом, у маниру commedia dell’arte, одиграла је преко 1.000 представа на сценама бивше Југославије и у Европи. Од 1980. године води блуз групу „Споредна станица“ и са њом наступа као певачица на jazz-blues сценама Београда и Панчева.
До сада је излагала на двадесетак самосталних и више од 100 колективних изложби, салона, бијенала, годишњих изложби УЛУС-а, аукцијских и добротворних изложби у бившој Југославији, Србији и иностранству.
Последњих двадесет година претежно се бави цртежом. Члан је УЛУС-а од 1983. године. Живи и ради у Београду. Добитница је неколико награда и признања.

## Живот и каријера
Рођена је у Београду, 1957. године, у коме је провела детињство и завршила основно и средње школовања. Дипломирала је сликарство на Факултету ликовних уметности у Београду 1982. године у класи професора Раденка Мишевића. На истом факултету завршила је последипломске студије у класи професора Момчила Антоновића 1986.године.
Током студија сликарства у периоду од 1977. до 1983. са студентском групом, у маниру commedia dell’arte, одиграла је преко 1.000 представа на сценама бивше Југославије и у Европи (Лион, Лођ, Будимпешта, Дижон...).
Од 1980. године води блуз групу „Споредна станица“ и са њом наступа као певачица на jazz-blues сценама Београда и Панчева.
Године 1987. на предлог МСУ учествовала у раду 12. Internationale Malerwochen, у Грацу, а 1988. на предлог Уметничког савета УЛУС-а боравила је у Cité Internationale des Arts, у Паризу.
Од 1997. ради на Факултету ликовних уметности у Београду као асистент, а од 2014. је у звању ванредног професора за предмет цртање и сликање. Године 2019. изабрана је за редовног професора на истом предмету.
Докторирала је сликарство на Факултету ликовних уметности у Београду 2013. године.
Самостално је излагала двадесетак пута у Београду, Нишу, Новом Саду, Загребу, Ријеци и Петровцу. Излагала је на више од стотину колективних изложби, салона, бијенала, годишњих изложби УЛУС-a, аукцијских и добротворних изложби (у Београду), земљи и иностранству.
Драгана Станаћев Пуача је излагала и учествовала у раду Међународне конференције о архитектури International Conference and Exhibition On Architecture у Галерији науке и технике САНУ у Београду 2013. и 2014. године.
Дела јој се налазе у колекцијама: Neue Galerie, у Грацу и Музеју Zepter у Београду. Добитник је неколико награда и признања.
Члан је УЛУС-а од 1983. године. Живи и ствара у Београду.

## Ликовни опус
У средишту Драганиног уметничког рада су циклуси цртежа у којима преиспитује многозначне појавности користећи језик архитектуре. За ове интерпретације уметница подстицај налази у одређеним саговорницима из области уметности најчешће, и у њиховим делима.
Циклус „Кристални дворац за Фјодора Михаиловича“ заправо је већи број полиптиха од којих је сваки у форми модуларне зидне инсталације. 
| „ | Њихови појединачни називи (Лавиринт, Огледало, Стубови, Шејкина соба, Rue Cabanis, Долазак херувима) имају своје референце у културном наслеђу различитог времена и порекла, мада уметница не посеже за применом принципа цитатности већ насловном одредницом даје посматрачу одређени флексибилни оквир за могућа тумачења. | ” |

Ликовни израз Драгане Станаћев Пуаче заснива се на добро познатим и признатим елементима (форма, боје игра линија и ритма). Међутим она те елементе на својим делима не употребљава сувише „бучно” и провокативно већ их претвара у софистициран, бираним терминима конципиран говор.
- Део слика Драгане Станаћев Пуача из циклуса „Кристални дворац за Фјодора Михаиловича“

Све радове из овог циклуса, Драгана Станаћев Пуаче, извела је на папиру (већег формата) различитим техникама: акриликом, пастелом, тушем и графитом.
У каталогу изложбе у Нишу уметница је написала, имајући у виду непредвидивост спајања раних циклуса цртежа са последњим циклусима и неизвесност тог исхода:
| „ | Ничија земља, брисани простор папирних забелешки, чија се садржина управо обрушава у прах. Изгубљени језик. Непознато писмо. Изостанак саговорника. Круњење бедема. Ноуман. | ” |

## Самосталне изложбе
| Година | Назив и место одржавања изложбе |
| ------ | --- |
| 1986.  | - Станиште црвеног ждрала, магистарска изложба. Галерија ФЛУ, Београд                                                                                                |
| 1988.  | - American dream. HDLU, Студио галерија Карас, Загреб. - Моје слатки кавези. Галерија Коларчеве задужбине, Београд. - Вавилонска. HDLU, Галерија Јадроагента, Ријека |
| 1990.  | - Бекство из лавиринта. Галерија УЛУС, Београд |
| 1995.  | - Златни павиљон. Галерија СУЛУВ, Нови Сад |
| 1996.  | - Даривање памћења. Галерија Цептер, Београд - Записи из подземља. Галерија Коларчеве задужбине, Београд.                                                            |
| 1998.  | - Катакомба. Галерија ФЛУ, Београд |
| 2005.  | - Из пустодолске бележнице. Галерија ФЛУ, Београд |
| 2006.  | - Пешчани цртежи. Галерија Марко К. Греговић. Петровац на мору |
| 2007.  | - Град. Ка поднебесју. Галерија УЛУС, Београд |
| 2009.  | - О Анђелу чувару. Стаклени перивој. Галерија београдске тврђаве на Горњем граду, Београд                                                                            |
| 2012.  | - Долазак херувима, докторска изложба, Галерија ФЛУ, Београд |
| 2014.  | - Шејкина соба. Галерија београдске тврђаве на Горњем граду, Београд.                                                                                                |
| 2015.  | - Кристални дворац за Фјодора Михаиловича, Павиљон у тврђави, Галерија савремене ликовне уметности Ниш - Rue Cabanis, Продајна галерија Београд, Београд             |
| 2019.  | - Кapelica Nepobedivo sunce, Галерија ФЛУ, Београд. |

## Колективне изложбе
Драгана Станаћев Пуача излагала је на преко сто колективних изложби, салона, бијенала, годишњих изложби УЛУС-а, аукцијских и добротворних изложби у Београду, Србији и иностранству.

## Награде и признања
- 1985. — Награда Колоније младих, Ивањица
- 1986. — Октобарска награда града Београда
- 1989. — Откупнa награде Октобарског салона
- 1992. — Награда за цртеж на изложби Цртеж и мала пластика, УЛУС, УП „Цвијета Зузорић”, Београд,
- 2014. — Златна игла, на Пролећној изложби УЛУС-а 2014.
- Дела јој се налазе у колекцијама галерија у Грацу и Београду.